# Holacanthida
Die Holacanthida sind eine Ordnung einzelliger, mariner Lebewesen aus der Gruppe der Acantharia.

## Beschreibung
Die Skelette der Holacanthida weisen nur 10 Stacheln auf, im Gegensatz zu jenen aller anderer Acantharia-Arten, dort sind es stets 20. Die Stacheln können von gleicher oder ungleicher Länge sein und in der Mitte der Zelle einander kreuzen oder aneinander stoßen.
Das Endoplasma enthält zahlreiche Zellkerne und ist pigmentiert, das Ektoplasma ist klarer, weniger körnig und ähnelt einem gelatineartigen Häutchen. Endo- und Ektoplasma sind nicht scharf voneinander getrennt, sondern gehen fließend ineinander über. Die sie vage trennende Kapselwand liegt nah am periplasmatischen Cortex und ist lichtmikroskopisch kaum zu erkennen. Im Zytoplasma finden sich zahlreiche, reizempfindliche, dünne Axoneme. Die Myoneme sind flach.

## Systematik
Die Ordnung wurde 1926 von Wladimir Schewiakoff erstbeschrieben, sie enthält drei Familien:
- Acanthocollidae
- Acanthochiasmidae
- Acanthoplegmidae

## Nachweise
1. 1 2 3  Colette Febvre, Jean Febvre, Anthony Michaels: Acantharia In: John J. Lee, G. F. Leedale, P. Bradbury (Hrsg.): An Illustrated Guide to the Protozoa. Band 2. Allen, Lawrence 2000, ISBN 1-891276-23-9, S. 791 (englisch).